# 31525 Nickmiller
31525 Nickmiller è un asteroide della fascia principale. Scoperto nel 1999, presenta un'orbita caratterizzata da un semiasse maggiore pari a 2,3856370 UA e da un'eccentricità di 0,1306846, inclinata di 6,12712° rispetto all'eclittica.